# Tingsryd (gemeente)
Tingsryd is een Zweedse gemeente in de provincie Kronobergs län. Ze heeft een totale oppervlakte van 1213,0 km² en telde 12.892 inwoners in 2004.

## Plaatsen
| # | Plaats     | Inwoneraantal |
| - | ---------- | ------------- |
| 1 | Tingsryd   | 3 023         |
| 2 | Ryd        | 1 446         |
| 3 | Väckelsång | 979           |
| 4 | Urshult    | 813           |
| 5 | Linneryd   | 541           |
| 6 | Konga      | 508           |
| 7 | Rävemåla   | 323           |
| 8 | Fridafors  | 296           |
| 9 | Dångebo    | 166           |